# باي جياجون
باي جياجون (بالصينية: 柏佳骏) هو لاعب كرة قدم صيني في مركز الدفاع، ولد في 20 مارس 1991 في شانغهاي في الصين. لعب مع شانغهاي غرينلاند شينهوا ونادي شانغهاي إس آي بي جي.

## وصلات خارجية
- باي جياجون على موقع قاعدة بيانات كرة القدم.إي يو (الإنجليزية)
- باي جياجون على موقع ناشيونال فوتبول تيمز (الإنجليزية)
- باي جياجون على موقع Soccerway.com (الإنجليزية)